# Virgilio Gilardoni
Virgilio Gilardoni (Mendrisio, 13 novembre 1916 – Locarno, 2 novembre 1989) è stato un docente e storico svizzero-italiano.

## Biografia
Si occupò si storia dell'arte medievale, con particolare riguardo per l'area ticinese.

## Opere
- Naissance de l'art, Lausanne, La Guilde du Livre, Edition de Clairefontaine, Paris, 1948;
- Il gotico, Milano, Mondadori 1951;
- L'impressionismo, Milano, Mondadori1951;
- Corot, Milano, Mondadori 1952;
- Inventario delle cose d'arte e di antichità II. Distretto di Bellinzona, Bellinzona, Edizione dello Stato, 1955;
- Il romanico, Milano, Mondadori, 1963;
- Il romanico, Bellinzona, Casagrande, 1967;
- Filippo Franzoni, Bellinzona, Casagrande, 1968;
- Bruno Nizzola, Bellinzona, Casagrande, 1970;
- I monumenti d'arte di storia del Cantone Ticino:
  - I. Locarno e il suo circolo, Basilea, Birkäuser, 1972;
  - II. L'Alto Verbano I, Il circolo delle Isole, ibid. 1979;
  - III. L'Alto Verbano II, ibid. 1983;
- Fonti per la storia di un borgo del Verbano, Ascona, AST, 1980.